# Nationalstraße 16 (Laos)
Die laotische Nationalstraße 16 verläuft vom thailändisch-laotischen Grenzübergang bei Chong Mek (Amphoe Sirindhorn, Provinz Ubon Ratchathani)/Vang Tao (Provinz Champasak) in östlicher Richtung über die Lao-Nippon-Brücke nach Pakse und von dort weiter bis nach Sekong in der gleichnamigen Provinz. In Pakse kreuzt sie die in Nord-Süd-Richtung verlaufende Nationalstraße 13.